# Faisal Aweys
Faisal Aweys (1 de octubre de 1987) es un deportista somalí que compitió en taekwondo. Ganó una medalla de bronce en el Campeonato Africano de Taekwondo de 2014 en la categoría de –58 kg.

## Palmarés internacional
| Campeonato Africano | Campeonato Africano | Campeonato Africano | Campeonato Africano |
| Año                 | Lugar               | Medalla             | Categoría           |
| ------------------- | ------------------- | ------------------- | ------------------- |
| 2014                | Túnez (Túnez)       | Medalla de bronce   | –58 kg              |